# Rock of Ages
Rock of Ages – amerykański komediodramat muzyczny z 2012 roku w reżyserii Adama Shankmana. Zdjęcia kręcono w Los Angeles i Miami.

## Opis fabuły
W jednym z klubów rockowych "Bourbon Room" przy Sunset Strip spotyka się dwoje ludzi pochodzących z różnych środowisk, ale mających w życiu podobne cele. Sherrie (Julianne Hough) jest dziewczyną pochodzącą z małej miejscowości, zaś Drew (Diego Boneta) to chłopak z wielkiego miasta. Pewnego dnia Sherrie postanawia wyjechać do Los Angeles. Poznaje tam Drew, z którym łączą ją marzenia związane ze zdobyciem sławy, dużych pieniędzy i blaskiem fleszy. Jednak w Los Angeles okazuje się, że nie wszystko przebiega tak, jak ci młodzi ludzie sobie wymarzyli.

## Obsada
- Julianne Hough jako Sherrie Christian
- Diego Boneta jako Drew Boley
- Tom Cruise jako Stacee Jaxx
- Alec Baldwin jako Dennis Dupree
- Russell Brand jako Lonnie
- Paul Giamatti jako Paul Gill
- Catherine Zeta-Jones jako Patricia Whitmore
- Malin Åkerman jako Constance Sack
- Mary J. Blige jako Justice Charlier
- Bryan Cranston jako burmistrz Mike Whitmore
- Will Forte jako Mitch Miley
- T.J. Miller jako recepcjonista w Rolling Stone
- Eli Roth jako Stefano
- Kevin Nash jako ochroniarz Stacee Jaxxa
- Jeff Chase jako ochroniarz Stacee Jaxxa
- Maxwell Terlecki jako Warren
- Constantine Maroulis jako szef wytwórni płytowej
- Edward Toro jako wykonawca muzyki rockowej
- Joao Gerundo jako wykonawca muzyki rockowej Andro
- Karelix Alicea jako Sinnamon
- Stephanie Renee Lopez jako wykonawczyni muzyki rockowej
- Anna Crossley jako protestujący (pieszy)
- Arielle Reitsma jako zdzirowata dziewczyna

i inni